# Lynchia samoana
Lynchia samoana är en tvåvingeart som beskrevs av Ferris 1927. Lynchia samoana ingår i släktet Lynchia och familjen lusflugor. Inga underarter finns listade i Catalogue of Life.